# Goiswintha
Goiswintha (of Goswinthe of Gonsuinthe) (rond 530-589) was een  Visigotische koningin uit het Visigotische rijk in het huidige Spanje in de tweede helft van de zesde eeuw. 
De moeder van Brunhilde van Austrasië wordt gezien als een energieke en vastberaden vrouw en als een fervent aanhangster van het Arianisme. 
Na de dood van koning Athanagild, haar eerste echtgenoot, in 567 trad zij in het huwelijk met zijn broer en opvolger, koning Leovigild, en bleef zo koningin. 

## Voetnoten
1. ↑  De namen die Gregorius van Tours in het 5de deel van zijn "Historien" gebruikt